# لويزة مفرضة
لويزة مفرضة (الاسم العلمي:Aloysia crenata) هو نوع نباتي يتبع جنس اللويزة من فصيلة اللويزية.